# Coupe Kirin 1986
 (août 2024).
Si vous disposez d'ouvrages ou d'articles de référence ou si vous connaissez des sites web de qualité traitant du thème abordé ici, merci de compléter l'article en donnant les références utiles à sa vérifiabilité et en les liant à la section « Notes et références ».
La Kirin Cup 1986 est la neuvième édition de la Coupe Kirin. Elle se déroule en mai 1986, au Japon. Le tournoi se déroule avec deux sélections (l'Algérie et le Japon) et deux clubs (Werder Brême et Palmeiras).

## Résultats
- 11- 5-1986 : Japon 2-1 Algérie
- 11- 5-1986 : Palmeiras 4-0 Werder Brême
- 14- 5-1986 : Japon 0-2 Werder Brême
- 14- 5-1986 : Palmeiras 4-2 Algérie
- 16- 5-1986 : Japon 1-2 Palmeiras
- 16- 5-1986 : Werder Brême 1-1 Algérie

## Tableau
| Équipe       | Pts | J | V | N | D | Bp | Bc | Dif |
| ------------ | --- | - | - | - | - | -- | -- | --- |
| Palmeiras    | 6   | 3 | 3 | 0 | 0 | 10 | 3  | -7  |
| Werder Brême | 3   | 3 | 1 | 1 | 1 | 3  | 5  | -2  |
| Japon        | 2   | 3 | 1 | 0 | 2 | 3  | 5  | -2  |
| Algérie      | 1   | 3 | 0 | 1 | 2 | 4  | 7  | -3  |

## Finale
| 18 mai 1986 | Werder Brême | 4 – 1 ap. (1-1) | Palmeiras |  |  |
|             |              |                 |           |  |  |

## Vainqueur
| Vainqueur Kirin Cup 1986 Werder Brême 2e titre |